# The Marcus-Nelson Murders
The Marcus-Nelson Murders (în traducere „Crimele Marcus-Nelson”) este un film de televiziune american din 1973, regizat de Joseph Sargent. A fost produs de compania Universal Television⁠(d) și îl are pe actorul Telly Savalas în rolul locotenentului de poliție Theo Kojack și în alte roluri principale pe actorii Marjoe Gortner, José Ferrer și Ned Beatty. Filmul, care a fost difuzat în premieră la 8 martie 1973 în cadrul emisiunii CBS Thursday Night Movie de la postul de televiziune CBS, a servit ca episod pilot al viitorului serial de televiziune Kojak, ce a rulat pe parcursul a cinci sezoane (1973–1978), deși, în această primă versiune, numele detectivului dur interpretat de Savalas a fost scris „Kojack”.
Scenariul filmului, scris de Abby Mann⁠(d), este inspirat din cartea Justice in the Back Room („Justiție în culise”, 1967) a scriitorului american Selwyn Raab⁠(d), care prezintă un caz notoriu numit de presa de știri americană „Career Girls Murders⁠(d)”, în care două tinere femei au fost violate și ucise. Locotenentul de poliție Theo Kojack, personajul principal al filmului, investighează aici uciderea a două femei în Manhattan și încearcă să scape de condamnare un tânăr afro-american care fusese acuzat pe nedrept de săvârșirea dublei crime după ce fusese forțat să mărturisească.
Genericul de început și de sfârșit al filmului menționează faptul că acest film conține o relatare ficțională a evenimentelor care au contribuit la adoptarea Avertismentului „Miranda”⁠(d) de către Curtea Supremă de Justiție a Statelor Unite ale Americii în cazul Miranda v. Arizona⁠(d) (1966). Succesul acestui film și carisma personajului principal a determinat realizarea unui serial de televiziune intitulat Kojak, care a fost difuzat în premieră de postul CBS începând din 24 octombrie 1973.

## Rezumat
Două tinere femei (Jo-Ann Marcus și Kathy Nelson) sunt ucise în apartamentul lor din East Side Manhattan⁠(d) în ziua de 28 august 1963, când Martin Luther King Jr. rostea celebrul său discurs „I Have a Dream” și participa la marșul istoric pentru drepturile civile⁠(d) de la Washington D.C.. Locotenentul Theo Kojack de la Departamentul de Poliție din New York (NYPD) preia conducerea anchetei, dar, ca urmare a mediatizării foarte mari a acestui caz, inspectorul MacNeill îi impune colaborarea cu experți criminaliști din întregul oraș (Manhattan, Brooklyn, Bronx, Queens și Staten Island) pentru a rezolva cât mai rapid acest caz. Echipa de detectivi începe o investigație la scară largă și verifică sute de cunoscuți ai tinerelor ucise, dar fără a obține informații esențiale pentru rezolvarea cazului.
Șase luni mai târziu este ucisă pe străzile din Brooklyn o femeie pe nume Ethel Lawson; câteva zile mai târziu, polițistul Al Stabile intervine și oprește în același cartier o tentativă de viol asupra unei femei hispanice pe nume Rita Alvarez, dar atacatorul reușește să fugă. Stabile pornește a doua zi în căutarea atacatorului și găsește un tânăr afro-american needucat și cam înapoiat pe nume Lewis Humes, care pretinde că l-a văzut pe fugar. Humes este adus la secția de poliție pentru a da o declarație și acolo este arestat sub acuzația de tentativă de viol, după ce Rita Alvarez îl identifică drept atacatorul stradal din ziua anterioară. O fotografie cu două fete albe este găsită în buzunarul său, iar polițiștii încep să-l suspecteze și de săvârșirea dublei crime din Manhattan. Hărțuit și chinuit fără milă în urma unei anchete prelungite la secția de poliție cu detectivii Black, Corrigan și Jaccarino, care caută un țap ispășitor, tânărul afro-american ajunge să mărturisească săvârșirea crimelor Marcus-Nelson.
Kojack consideră, totuși, că declarația suspectului conține unele goluri și are o discuție personală cu Humes, care susține că a fost forțat să recunoască săvârșirea dublei crimei. Cu acordul procurorului asistent Goodman, locotenentul, care începe să se îndoiască de vinovăția tânărului, continuă ancheta dincolo de obligația datoriei și reușește să descopere că cele două fete din fotografie erau din Seaview și nu aveau nicio legătură cu tinerele ucise în Manhattan și obține declarațiile unui număr mare de martori care susțineau că Lewis Humes urmărise discursul lui Martin Luther King în holul hotelului din Seaview (aflat la 150 de mile distanță de locul crimei). Cu toate acestea, procurorul Portello din Brooklyn consideră că probele lui Kojack sunt nesemnificative și, dorind să obțină o condamnare rapidă în acest caz, îl trimite în judecată pe Humes sub acuzația de tentativă de viol asupra Ritei Alvarez, ceea ce-i face pe unii ziariști să compare judecarea tânărului afro-american cu cazul Sacco și Vanzetti. Humes este condamnat pentru acuzația de tentativă de viol, dar, în urma unei discuții cu Kojack, reputatul avocat Jake Weinhaus acceptă să devină apărătorul tânărului și obține anularea condamnării și reluarea procesului pe baza dovezilor că procurorul a ignorat în mod deliberat un raport al FBI-ului și că unii membri ai juriului au avut prejudecăți rasiale.
Între timp, infractorul recidivist⁠(d) Bobby Martin ucide în partea hispanică a Harlemului un traficant de droguri originar din Puerto Rico pe nume Roberto Timoteo și, amenințat că va fi condamnat la moarte pe scaunul electric, reușește să obțină o înțelegere cu procurorul general al statului pentru a nu fi pus sub acuzare și dezvăluie, în schimb, că adevăratul ucigaș al celor două tinere este un spărgător pe nume Teddy Hopper. Kojack bănuiește că Hopper, pe care-l arestase mai demult, nu avea caracterul unui ucigaș, dar începe să întindă capcane, amplasând microfoane în locuințele apropiaților acestuia. Aflat sub influența drogurilor, Hopper mărturisește săvârșirea crimelor Marcus-Nelson și este arestat, cu puțină vreme înainte de pronunțarea verdictului în procesul lui Humes.
Acuzațiile de crimă împotriva lui Lewis Humes sunt retrase, iar, ca urmare a faptului că judecătorul a constatat că probele aduse de procuratură sunt neconcludente, tânărul afro-american este eliberat după doi ani de încarcerare. Cu toate acestea, procurorul Portello se dovedește a fi răzbunător și decide să deschidă un nou proces pentru tentativă de viol, în urma căruia Lewis Humes este găsit vinovat și condamnat la o pedeapsă cuprinsă între 5 și 10 ani de închisoare. Kojack menționează în final că Humes se află „astăzi tot în închisoare pentru o infracțiune pentru care, în mod normal, un bărbat fără antecedente penale ar fi primit o pedeapsă cu suspendare”.

## Distribuție
- Telly Savalas — locotenentul Theo Kojack de la secția de poliție din Manhattan (numit Kojak în serial)[1][11][12]
- Marjoe Gortner — Teddy Hopper, un spărgător de apartamente[1][11][12]
- José Ferrer — Jake Weinhaus, un avocat reputat din New York (menționat Jose Ferrer)[1][11][12]
- Ned Beatty — detectivul Dan Corrigan de la secția de poliție din Brooklyn[1][11][12]
- Allen Garfield⁠(d) — Mario Portello, procurorul din Brooklyn care-l trimite în judecată pe Humes[1][11][12]
- Lorraine Gary⁠(d) — Ruthie, o iubită mai veche a lui Kojack, actualmente asistentă medicală[1][11][12]
- Roger Robinson⁠(d) — Bobby Martin, un infractor recidivist din Harlem[1][11][12]
- Harriet Karr — Ginny, soția lui Bobby Martin[1][11][12]
- Gene Woodbury — Lewis Humes, tânărul afro-american acuzat de săvârșirea crimelor[1][11][12]
- William Watson⁠(d) — detectivul Matt Black de la secția de poliție din Brooklyn[1][11][12]
- Val Bisoglio⁠(d) — detectivul Lou Jacarrino de la secția de poliție din Brooklyn[1][11][12]
- Antonia Rey⁠(d) — Rita Alvarez, femeia hispanică ce era pe punctul să fie violată[1][11][12]
- Chita Rivera⁠(d) — Josie Hopper, soția lui Teddy[1][11][12]
- Bruce Kirby — sergentul Dan McCartney de la secția de poliție din Manhattan[1][11][12]
- Robert Walden⁠(d) — Maurice Fisher, avocatul din oficiu al lui Humes[1][11][12]
- Robert Fields⁠(d) — Goodman, procurorul asistent din Manhattan care colaborează cu Kojack[13]
- Carolyn Nelson⁠(d) — Melissa Karr, colega de apartament a lui Jo-Ann Marcus și Kathy Nelson[1][11][12]
- Lloyd Gough⁠(d) — inspectorul de poliție Frank MacNeill, șeful lui Kojack[1][11][12]
- Lynn Hamilton⁠(d) — Arless Humes, mama lui Lewis[1][11][12][14]
- Lawrence Pressman⁠(d) — Michael Cabot, procurorul asistent din Manhattan care preia declarația lui Humes[1][11][12]
- John Sylvester White⁠(d) — inspectorul de poliție Hoffstetter[1][11][12]
- Paul Jenkins⁠(d) — agentul Al Stabile de la secția de poliție din Brooklyn[1][11][12]
- Helen Page Camp⁠(d) — dna Hopper, mama lui Teddy, femeie de serviciu[1][11][12]
- Ellen Moss — Lynn Peyser, tânăra blondă din fotografia lui Humes[1][11][12]
- George Savalas⁠(d) — Jack Deems, ziaristul care discută cu procurorul Portello[1][11][12]
- Alan Manson — sergentul Roberts de la secția de poliție din Manhattan[1][11][12]
- Fred Holliday⁠(d) — sergentul Topf de la secția de poliție din Manhattan[1][11][12]
- Henry Brown⁠(d) — Abe Humes, fratele mai mare al lui Lewis (menționat Henry Brown Jr.)[1][11][12]
- Joshua Shelley⁠(d) — dl Sack, jurat în procesul de tentativă de viol al lui Humes[1][11][12]
- Patricia O'Connell⁠(d) — Marge Corrigan, soția detectivului Corrigan[1][11][12]
- Alex Colon⁠(d) — Roberto Timoteo, traficantul hispanic de droguri ucis de Bobby Martin[1][11][12]
- Ben Hammer — judecătorul DeKana, cel care judecă al doilea proces al lui Humes[1][12][15]
- Tol Avery⁠(d) — judecătorul Redding, cel care dispune încarcerarea lui Humes[1][12][16]
- Bill Zuckert⁠(d) — judecătorul Mathews, cel care-l condamnă pentru prima oară pe Humes pentru tentativă de viol[1][12][16]
- Elizabeth Berger — Jo-Ann Marcus, tânăra blondă ucisă[1][12][16]
- Lora Kaye — Kathy Nelson, tânăra brunetă ucisă[1][12][16]
- Steve Gravers⁠(d) — Irwin David (menționat Steven Gravers)[1][12][16]
- Byron Morrow⁠(d) — judecătorul Wallace, cel care-l condamnă pentru prima oară pe Humes pentru tentativă de viol (nemenționat)[13]
- Jaime Sánchez⁠(d) — fratele lui Timoteo (nemenționat)[13]

## Producție

### Sursa de inspirație

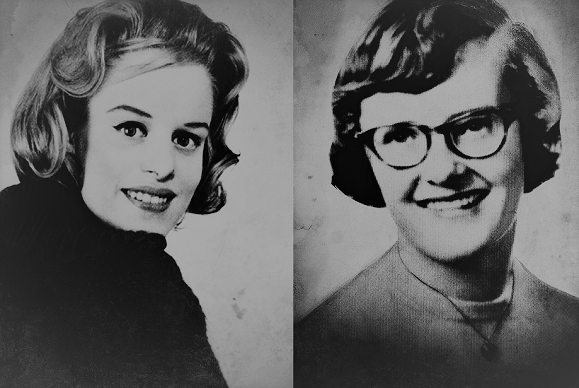
Janice Wylie și Emily Hoffert, victimele cazului „”

Scenariul filmului a fost inspirat din cartea Justice in the Back Room („Justiție în culise”, 1967) a jurnalistului american Selwyn Raab⁠(d) (n. 1934), care prezintă un caz notoriu numit de presa de știri americană „Career Girls Murders⁠(d)”, în care două tinere femei: Janice Wylie (21 de ani, fiica unui scriitor, documentaristă la revista Newsweek) și Emily Hoffert (23 de ani, fiica unui chirurg, învățătoare) au fost violate și ucise. Cele două tinere au fost găsite legate și înjunghiate la 28 august 1963 (ziua discursului lui Martin Luther King Jr.) în apartamentul lor de pe 57 East 88th Street din cartierul Upper East Side al districtului Manhattan. Poliția nu a obținut rezultate semnificative în investigarea cazului, care a continuat să atragă atenția presei în ciuda unor evenimente de mare interes precum atentatul cu bombă de la Biserica Baptistă de pe 16th Street⁠(d) din 15 septembrie sau asasinarea președintelui Kennedy la 22 noiembrie.
Interesul crescut al presei a determinat poliția să rezolve cât mai rapid acest caz, iar în aprilie 1964 un suspect afro-american al unei tentative de viol din Brooklyn, care avea la el o fotografie a uneia dintre cele două tinere albe ucise în Manhattan, a fost supus unui interogatoriu ce a durat 18 ore în urma căruia a fost forțat să recunoască săvârșirea dublei crime din august 1963 și a unei crime mai recente din Brooklyn asupra unei femei pe nume Minnie Edmonds. Bărbatul acuzat de săvârșirea dublei crime, George Whitmore Jr.⁠(d) (1944–2012), a semnat o mărturie incriminatoare de 62 de pagini, dar la momentul trimiterii în judecată a susținut că mărturia i-a fost luată cu forța. Părinții victimei au negat că fiica lor se află în acea fotografie, iar Whitmore a fost trimis în judecată doar pentru tentativă de viol, deși martorul acestei infracțiuni îl recunoscuse doar după ce aflase că tânărul era suspectat de săvârșirea dublei crime. Bărbatul afro-american și-a susținut întotdeauna nevinovăția și a încercat să obțină rejudecarea procesului, iar societatea americană i-a sprijinit eforturile. El a susținut că se afla la 150 de mile distanță de locul crimei în acel moment și, când acuzația de dublă crimă nu a putut fi dovedită, a fost condamnat pentru tentativă de viol, după mai multe procese, la o pedeapsă mai severă decât de obicei. Adevăratul autor al dublei crime pe nume Richard Robles a fost prins mai târziu, dar Whitmore a continuat să fie judecat pentru uciderea lui Minnie Edmonds pe baza aceleiași mărturii, fără a fi condamnat. Whitmore a fost eliberat din închisoare abia la 10 aprilie 1973, după ce procurorul districtual din Brooklyn, Eugene Gold, a renunțat să-l trimită din nou în judecată pentru tentativă de viol, iar Curtea Supremă de Justiție a anulat condamnarea lui.
Un rol important în descâlcirea acestui caz l-a avut reporterul Selwyn Raab, fiul unor imigranți polonezi și austrieci, care a crescut în cartierul Lower East Side⁠(d) din Manhattan, „înconjurat de genul de infractori legendari despre care ați citit: agenți de pariuri, escroci, gangsteri italieni și evrei”, și a ajuns să cunoască bine străzile New York-ului. El a studiat mai târziu la City College of New York⁠(d) și a lucrat ca reporter la ziarele Bridgeport Sunday Herald din Bridgeport, Connecticut și The Star-Ledger⁠(d) din Newark, New Jersey, înainte de a se întoarce la New York. Investigațiile jurnalistice efectuate de Raab au contribuit la rejudecarea unor procese penale și la eliberarea din închisoare a unor victime ale abuzurilor poliției și i-au adus un număr mare de premii. În urma reportajelor sale au fost descoperite suficiente dovezi pentru închiderea a două clinici medicale ce realizau practici ilegale, a fost eliberat din închisoare Carl De Flumer, ce fusese condamnat la detenție pe viață pentru crimă în 1946, când avea vârsta de 14 ani, și rămăsese uitat în închisoare deși legile cu privire la infracțiunile săvârșite de minori au fost modificate și au fost convinși doi martori să admită că au dat declarații false în fața tribunalului în procesul în care fuseseră condamnați la închisoare pe viață pentru omor boxerul Rubin Carter și băcanul John Artis.
Reporterul Selwyn Raab a intrat aproape întâmplător în contact cu cazul Wylie–Hoffert în anul 1964, atunci când lucra ca jurnalist la New York World-Telegram and Sun⁠(d). În timp ce răsfoia știri de la morgă, a aflat că George Whitmore Jr., tânărul afro-american care ar fi mărturisit că le-a ucis pe cele două tinere, se afla internat pentru „observare” la Spitalul Bellevue⁠(d). Raab a devenit interesat de subiect și a efectuat cercetări timp de opt ani, reușind să găsească martori care să ateste prezența lui Whitmore într-un alt loc (Wildwood⁠(d)) în ziua dublei crime și să găsească după șapte ani un martor din Puerto Rico care l-a exonerat pe Whitmore de o condamnare pentru viol, care nu avea legătură cu crimele.
Cercetările efectuate de Raab au fost incluse într-o carte, care analiza cazul Wylie–Hoffert și examina, dintr-o perspectivă istorică, mijloacele de investigații folosite de poliția americană pentru obținerea „mărturisirilor” de la persoanele suspectate de săvârșirea anumitor infracțiuni. Unul din cele mai importante consecințe ale acestui caz a fost adoptarea în anul 1966 de către Curtea Supremă de Justiție a Statelor Unite ale Americii a unui set de reguli de protecție a persoanelor suspectate de săvârșirea unor infracțiuni, inclusiv dreptul de a păstra tăcerea și de a beneficia de sfaturile unui avocat, procedură devenită cunoscută ca Avertismentul Miranda⁠(d). Această decizie prevede că oricărei persoane arestate trebuie să i se citească drepturile constituționale pe care le are în această calitate și că mărturisiunile obținute de poliție trebuie să fie susținute de probe.

### Scenariu
Prima încercare de ecranizare a acestui caz i-a aparținut producătorului de film Frank P. Rosenberg⁠(d) de la Columbia Pictures, care a anunțat în 1969 că urma să realizeze un film intitulat The Back Room, cu un actor afro-american în rolul acuzatului George Whitmore Jr.. Postul de televiziune CBS a cumpărat ulterior drepturile de ecranizare a cărții lui Raab, iar reporterul perseverent, care, potrivit revistei TIME, „seamănă mai mult cu un Peter Falk ciufulit decât cu Telly Savalas”, a fost transformat într-un detectiv elegant, plin de farmec și bun cunoscător al străzilor orașului pe nume Kojak. Whitmore și-a vândut confesiunea pentru câteva mii de dolari (după o sursă, pentru suma de 10.000 de dolari) către realizatorii filmului.
Scenariul filmului The Marcus-Nelson Murders a fost scris de Abby Mann, un prieten al lui Martin Luther King, care devenise cunoscut anterior ca scenarist al filmului Procesul de la Nürnberg (1961) al lui Stanley Kramer, pentru care obținuse Premiul Oscar pentru cel mai bun scenariu adaptat. Abby Mann, care se născuse în 1 decembrie 1927 la Philadelphia sub numele de Abraham Goodman, era fiul unui bijutier ruso-evreu⁠(d) imigrat în America și crescuse într-un cartier muncitoresc predominant catolic din East Pittsburgh⁠(d), unde, fiind unul dintre puținii evrei din zonă, s-a simțit întotdeauna ca un străin. Copilăria sa petrecută într-un mediu social muncitoresc și apartenența la o minoritate etnică au influențat creațiile sale ulterioare, iar scenariile scrise de Mann au abordat adesea prejudecățile și nedreptățile la adresa populației sărace și a membrilor minorităților rasiale și au criticat funcționarea sistemului juridic. „Un scenarist demn de acest nume are obligația nu numai să distreze, ci și să comenteze cu privire la lumea în care trăiește”, a declarat Mann atunci când a primit premiul Oscar.
Cunoscut pentru documentarea scrupuloasă anterioară scrierii scenariilor și pentru crearea unor personaje complexe, Abby Mann a pornit de la cazul Wylie–Hoffert în scrierea scenariului filmului The Marcus-Nelson Murders și, potrivit mențiunilor făcute pe generic, a schimbat numele personajelor, a modificat caracterul anumitor personaje și a comprimat timpul acțiunii, creând astfel o ficțiune inspirată din fapte reale, asemănătoare unui tip de „jurnalism” de tabloid aflat la modă în acea vreme. Scenariul acestui film devine astfel, în intenția realizatorilor, „un rechizitoriu al procedurilor penale și al structurilor justiției din societatea noastră”, iar genericul, care conține o veritabilă „declarație socială”, menționează atât la început, cât și la sfârșit că povestea este inspirată dintr-un caz real, care a fost citat de Curtea Supremă de Justiție a Statelor Unite ale Americii în decizia de adoptare a Avertismentului Miranda⁠(d) în anul 1966. Obligația citirii drepturilor constituționale unei persoane arestate (prevăzută în decizia sus-menționată a Curții Supreme) continua să reprezinte încă un subiect de amuzament în unele seriale polițiste ca Madigan⁠(d) (1972–1973), ce era difuzat atunci de postul de televiziune NBC.

### Filmări

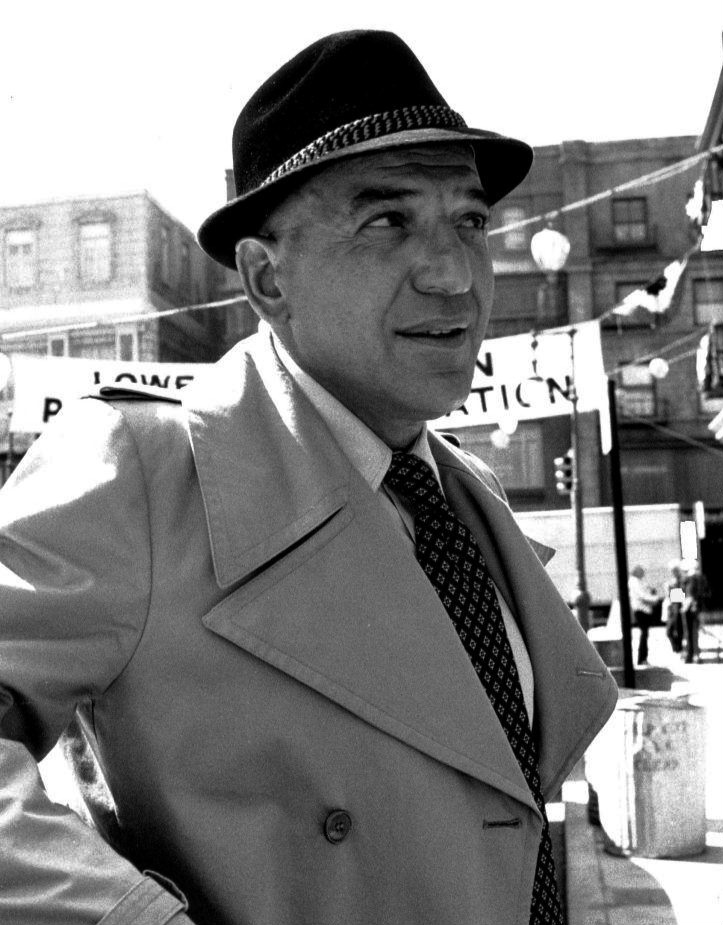
Actorul Telly Savalas în rolul locotenentului Theo Kojak

Ecranizarea cărții Justice in the Back Room a fost realizată de compania Universal Television⁠(d) și i-a avut ca producători pe Matthew Rapf⁠(d) (producător) și Abby Mann⁠(d) (producător executiv). Potrivit amintirilor lui Mann, compania Universal s-a temut inițial să producă acest film din cauza prezentării unei imagini negative a polițiștilor, dar postul CBS, care încerca să-și reorienteze spectacolele către publicul marilor orașe, a acceptat să-l difuzeze. Cu toate că numele reale ale detectivilor din New York erau folosite în scenariul original, departamentul juridic al companiei Universal a insistat să fie schimbate pentru a evita o posibilă acțiune în instanță, iar personajului principal i-a fost atribuit numele Kojack. Unul dintre primii interpreți vizați pentru rolul principal a fost Marlon Brando, care a fost interesat pentru un timp datorită substratului politic al subiectului, dar CBS a considerat că el ar fi adus rolului un farmec inadecvat. Rețeaua CBS a informat compania Universal că ar putea lua în considerare extinderea filmului într-un serial de televiziune în cazul obținerii participării lui Telly Savalas în rolul principal.
Rolurile principale au fost atribuite lui Telly Savalas (locotenentul Theo Kojack), Marjoe Gortner (Teddy Hopper), José Ferrer (Jake Weinhaus) și Gene Woodbury (Lewis Humes). Acest film a marcat prima apariție a lui Telly Savalas în rolul detectivului Theo Kojak, un polițist dur, cinstit și carismatic. Actorul de origine greacă Aristotelis („Telly”) Savalas avea o bogată experiență actoricească și jucase în vreo 60 de filme înaintea apariției în serialul Kojak, fiind distribuit adesea în roluri de răufăcător. A fost nominalizat la Premiul Oscar pentru cel mai bun actor în rol secundar pentru interpretarea sa din filmul Păsărarul din Alcatraz⁠(d) (1962) și s-a ras în cap special pentru rolul Pilat din Pont din The Greatest Story Ever Told (1965). Publicul cinefil îi reținuse figura, dar nu-și mai amintea numele lui.
Filmările au fost realizate în peste 60 de locuri din New York de către directorul de imagine Mario Tosi, sub coordonarea regizorului Joseph Sargent, și au necesitat eforturi logistice destul de mari. Multe scene au fost filmate în spații publice din Manhattan și Brooklyn, iar printre locurile de filmare se află East New York Avenue din Brooklyn (locul unde polițistul Stabile îl găsește pe Lewis Humes – în colțul nordic aflat la intersecția cu St. John's Place – și apoi apelează de la un telefon public al poliției – în colțul estic aflat la intersecția cu Strauss Street), Criminal Courts Building de pe Centre Street⁠(d) nr. 100 din Manhattan, The Kings County Clerk Supreme Court Building de pe Adams Street nr. 360 din Brooklyn (sala de judecată unde are loc procesul împotriva lui Lewis Humes), intersecția formată de Park Avenue⁠(d) cu Cicely Tyson Way din East Harlem⁠(d) (locul unde Bobby Martin încearcă să vorbească cu Teddy Hopper după eliberarea lor din arestul poliției), clădirea de pe Cicely Tyson Way nr. 108 (apartamentul lui Teddy Hopper) etc.
Decorurile filmului au fost concepute de John J. Lloyd⁠(d), muzica a fost compusă de Billy Goldenberg⁠(d), iar montajul a fost realizat de Carl Pingitore și Richard M. Sprague. Durata filmului este de 148 de minute. Actorul Telly Savalas a reluat ulterior rolul Kojak în serialul Kojak (1973–1978), în filmele de televiziune Kojak: The Belarus File (1985) și Kojak: The Price of Justice (1987), iar mai apoi în alte câteva filme, care au fost difuzate în mod neregulat.

## Lansare
The Marcus-Nelson Murders a fost difuzat în premieră la 8 martie 1973 în cadrul emisiunii CBS Thursday Night Movie de la postul de televiziune CBS, urmând un trend „oarecum dubios” (după cum consemna criticul John J. O'Connor) al difuzării unor filme destul de lungi. Difuzarea filmului a început la ora 21 (Eastern Time Zone⁠(d), ora locală din New York). A fost prezentat, de asemenea, și în alte țări precum Republica Federală Germania (22 septembrie 1974, premieră TV la postul ARD), Suedia (30 august 1975), Portugalia (8 iunie 1979, lansare cinematografică), Republica Democrată Germană (2 ianuarie 1981, lansare cinematografică) și Ungaria (8 aprilie 1982, lansare cinematografică).
După vizionarea sa inițială, producătorii au reeditat filmul prin reducerea duratei sale de la 180 de minute la 2 ore și jumătate și l-au redenumit „Kojak and the Marcus-Nelson Murders”.

## Recepție

### Aprecieri critice
Una dintre primele recenzii critice a fost publicată în ziarul The New York Times chiar în ziua difuzării filmului de postul de televiziune CBS. Autorul ei, criticul John J. O'Connor, consemna acolo că „filmul este produs, regizat și interpretat remarcabil de bine. El este, de asemenea, tulburător atât la propriul său nivel, cât și la un nivel fără îndoială neintenționat de scenaristul și producătorul executiv Abby Mann.” și „privit simplu ca un alt film de televiziune, «The Marcus-Nelson Murders» este cu mult peste medie”. Au fost evidențiate în acea recenzie reverberațiile sociale complexe ale subiectului prezentat în film, eforturile logistice depuse de realizatori pentru reconstituirea ficțională a cazului Wylie–Hoffert și caracterul extraordinar, datorat amestecului conflictual de duritate și blândețe, al personajului Kojack, pe care criticul sus-menționat îl considera atunci un candidat potrivit pentru un viitor serial de televiziune. Fără a pune la îndoială problemele grave prezentate în acest film și legitimitatea demersului artistic al lui Abby Mann, O'Connor susține totuși că „rechizitoriul social al domnului Mann este foarte discutabil” din cauza împărțirii simpliste a personajelor în „bune” (Kojack, avocatul Weinhaus, Lewis Humes și familia sa) și „rele” (procurorii și polițiștii stăpâniți de ambiții), a generalizărilor prea largi precum cea a transformării tânărului afro-american într-un „simbol al oprimării negrilor într-o societate albă” și a unei acuzări lipsite de precizie.
Cronica publicată în ziarul Los Angeles Times a evidențiat unele merite ale acestui film: „El este examinarea documentată meticulos a unui eveniment din societatea contemporană care ne afectează pe toți. [...] Deși [regizorul Joseph] Sargent împinge camera în mediul sumbru și urât de acțiune al polițistului: mahalalele dărăpănate din Brownsville⁠(d), lumile hoților și drogaților, proxeneților și prostituatelor din Manhattan, cea mai mare forță a sa constă mai degrabă în dialogul uman decât în aspectul documentar sau chiar în declarația socială a filmului”. Jurnalista specializată în critică de film Judith Crist⁠(d), care a predat la Școala de Jurnalism⁠(d) a Universității Columbia (Columbia's School of Journalism), a descris acest film în recenzia sa pentru revista TV Guide drept o dramă „încordată”, în timp ce criticul Steven H. Scheuer⁠(d) afirma în nota sa dedicată filmului în cunoscutul ghid Movies on TV că „locurile de filmare autentice din New York și interpretările bune ale distribuției, în special a lui Woodbury în rolul suspectului hărțuit, conferă acestui material controversat un tăiș ascuțit”.
Istoricul de film Roger Sabin⁠(d) a considerat The Marcus-Nelson Murders drept „un exercițiu în domeniul realismului politic”, cu un ton extraordinar de critic după cum o dovedește concluzia avocatului din sala de judecată: „«Lege și ordine» a ajuns să fie folosit ca un slogan pentru «Opriți negrii!»”. Succesul filmului s-a datorat, de asemenea, într-o oarecare măsură, farmecului personal al lui Savalas care a creat imaginea unui dandy în costume italienești, ce emana un magnetism sexual deosebit. În plus, filmul a impresionat prin realismul său contemporan vizibil atât în imaginea destul de complexă a orașului (străzi pline de gunoaie, clădiri mâzgălite cu graffiti), cât și în aspectul mai verosimil al forțelor de ordine (compuse atât din polițiști corupți, cât și din polițiști cinstiți precum Kojack). Potrivit lui Sabin, The Marcus-Nelson Murders poate fi încadrat în două categorii de filme polițiste contemporane: filmul cu conștiință socială reprezentat de În arșița nopții (1967) și thrillerul urban „autentic” reprezentat de Filiera (1971) și Serpico (1973).
Enciclopedia cinematografică germană Lexikon des internationalen Films descrie astfel acest film: „Film polițist inspirat din fapte reale despre un tânăr negru care este forțat de poliție să mărturisească săvârșirea a trei crime pe care nu le-a comis. Film (de televiziune) captivant și pus în scenă extrem de solid, fiind în același timp un angajament remarcabil în favoarea justiției, împotriva apelurilor premature la «lege și ordine». Filmul pilot al serialului de televiziune «Kojak», care a avut 110 episoade și mai multe lungmetraje polițiste.”.

### Premii
The Marcus-Nelson Murders a obținut mai multe nominalizări la ediția din 1973⁠(d) a premiilor Primetime Emmy⁠(d). Astfel, filmul a fost nominalizat la premiul pentru cel mai bun program (dramă sau comedie)⁠(d) (Outstanding Single Program – Drama or Comedy), care a fost câștigat de A War of Children⁠(d) al lui George Schaefer, regizorul Joseph Sargent a obținut premiul pentru cea mai bună regie a unui film de televiziune dramatic⁠(d) (Outstanding Directorial Achievement in Drama – A Single Program) și scenaristul Abby Mann⁠(d) a câștigat premiul pentru cel mai bun scenariu al unei drame originale de televiziune (Outstanding Writing Achievement in Drama – Original Teleplay). Filmul a mai avut, de asemenea, alte două nominalizări: actorul Telly Savalas la premiul pentru cea mai bună interpretare a unui rol principal (Outstanding Single Performance by an Actor in a Leading Role), pe care l-a câștigat însă Laurence Olivier pentru rolul James Tyrone Sr. din Long Day's Journey into Night⁠(d), și Billy Goldenberg⁠(d) & Bobby Russell⁠(d) (muzică & versuri) la premiul pentru cea mai bună muzică⁠(d) (Outstanding Achievement in Music, Lyrics and Special Material), pe care l-au câștigat Fred Ebb și John Kander (muzică & versuri) pentru filmul Liza with a Z⁠(d).
În plus, Joseph Sargent a câștigat premiul Directors Guild of America⁠(d) (1974) pentru „cea mai bună regie a unui film de televiziune⁠(d)” (Outstanding Directorial Achievement in Movies for Television), iar Abby Mann a fost nominalizat la premiul Edgar Allan Poe (1974) pentru „cel mai bun film sau miniserial de televiziune” (Best Television Feature or Miniseries).

## SerialulKojak
The Marcus-Nelson Murders a avut succes la public, datorită carismei personajului Kojack („unul dintre puținii polițiști din poveste care nu a fost afectat [...] de corupție și venalitate” interpretat de Telly Savalas. Acest personaj a inspirat realizarea unui serial de televiziune intitulat Kojak care a fost difuzat în premieră la 24 octombrie 1973 de postul CBS.
Serialul de televiziune Kojak, care a avut 118 episoade cu durata mai mică de o oră și a fost difuzat în perioada octombrie 1973 – aprilie 1978, a prezentat frecvent anchetarea unor infracțiuni complicate și a devenit deosebit de popular în Statele Unite ale Americii. Succesul serialului s-a datorat atât aspectului său realist dobândit ca urmare a filmării majorității episoadelor pe străzile din New York, cât și carismei actorului Telly Savalas, care a câștigat Premiul Emmy pentru cel mai bun actor într-un serial dramatic în 1974. Spre deosebire de filmul The Marcus-Nelson Murders, imaginea polițistilor din serialul Kojak este mult mai echilibrată, fiind învăluită potrivit lui John J. O'Connor într-o „noblețe strălucitoare”, după cum explică un polițist împușcat grav în urma unei luări de ostatici din primul episod: „Nu om fi noi perfecți, dar suntem în regulă. Noi suntem singura linie de apărare între populație și «ei» (n.n. infractori).”.
În cursul celor cinci ani ai serialului, actorul Telly Savalas a ajuns să se identifice atât de mult cu personajul, încât a afirmat că „Dacă oamenii îl cunosc pe Kojak, mă cunosc pe mine. Dacă îl iubesc pe Kojak, mă iubesc pe mine.”. Această identificare s-a datorat faptului că actorul copilărise pe străzile New York-ului și a putut intra ușor în rolul personajului, nefiind nevoit să improvizeze. Cei cinci ani în care a jucat rolul personajului Kojak, detectivul chel și bine îmbrăcat care colinda străzile rău famate ale New York-ului, l-au transformat pe Telly Savalas într-unul dintre cei mai cunoscuți actori ai vremii sale, iar replica sa legendară „Who loves ya, baby?” a devenit cunoscută și aproape la fel de îndrăgită ca „Give me liberty, or give me death!”, „Play it again, Sam” sau „I could have been a contender”.